# Stanislaus United Cruisers
El Stanislaus United Cruisers fue un equipo de fútbol de los Estados Unidos que alguna vez jugó en la USL D-3 Pro League, la desaparecida tercera división del país.

## Historia
Fue fundado en el año 1997 en la ciudad de Modesto, California con el nombre Stanislaus County Cruisers, el cual utilizaron hasta el año 2000. Lograron clasificar a los playoffs por primera vez en la temporada 1998 como tercer lugar de su división, pero fueron eliminados en la final divisional.
En el año 2000 clasificaron por primer y única vez a la US Open Cup, en la cual fueron eliminados en la segunda ronda, y en la liga clasificaron por segunda ocasión a la pos-temporada, ahora eliminados en la primera ronda de la conferencia.
En la temporada 2001 llegaron a la pos-temporada por tercera ocasión, y esta vez fueron eliminados en la semifinal nacional, desapareciendo al final de la temporada por problemas financieros.

## Temporadas
| Año  | División | Liga                 | Temporada Regular | Playoffs           | US Open Cup  |
| ---- | -------- | -------------------- | ----------------- | ------------------ | ------------ |
| 1997 | 3        | USISL D-3 Pro League | 5º, West          | No clasificó       | No clasificó |
| 1998 | 3        | USISL D-3 Pro League | 3º, West          | Final Divisional   | No clasificó |
| 1999 | 3        | USISL D-3 Pro League | 9º, Western       | No clasificó       | No clasificó |
| 2000 | 3        | USISL D-3 Pro League | 4º, Western       | 1/4 de conferencia | 2.ª Ronda    |
| 2001 | 3        | USISL D-3 Pro League | 3º, Western       | Semifinal          | No clasificó |

## Clubes afiliados
- San Jose Earthquakes

## Gerencia
- Propietario: Stanislaus Cruisers, Inc.
- Presidente:  Francisco Chávez
- Vicepresidente:  George Viera
- Gerente General:  Gary Mack
- Gerente de Oficina:  Sally Mack
- Director Financiero:  Isabel Chávez
- Director de Mercadeo:  Adam Berry
- Director Sección Juvenil:  Frank Coelho

## Jugadores destacados
| - Brett Weaver - Abel Vera - Nate Nelson - Lino Toste | - Trevor White - Oscar Ramos - Curt Cox - Mario Tamayo | - Mike Descombaz - Martin Onofre - Jose Ramos |